# Chrysopilus hyalinus
Chrysopilus hyalinus Santos & Amorim, 2007 è un dittero appartenente alla famiglia Rhagionidae.

## Etimologia
Il nome proprio della specie deriva dall'aggettivo latino hyalinus, -a, -um, cioè ialino, traslucido, in riferimento alla membrana alare completamente traslucida.

## Caratteristiche
L'olotipo maschile rinvenuto ha lunghezza totale è di 7,0-7,8mm; la lunghezza delle ali è di 4,5-5,0mm.

## Distribuzione
La specie è stata reperita nel Brasile meridionale: nello stato di São Paulo è stato rinvenuto l'olotipo maschile, nella Stazione Biologica Boracéia, nei pressi della città di Salesópolis.

## Tassonomia
Al 2015 non sono note sottospecie e dal 2007 non sono stati esaminati nuovi esemplari.